# Саријано (Ровиго)
Саријано је насеље у Италији у округу Ровиго, региону Венето.
Према процени из 2011. у насељу је живело 362 становника. Насеље се налази на надморској висини од 9 м.